# イアン・クロール
- イアン・クロル

イアン・A・クロール（Ian A. Krol, 1991年5月9日 - ）は、アメリカ合衆国イリノイ州ヒンズデール出身のプロ野球選手（投手）。現在はフリーエージェント。

## 経歴

### プロ入りとアスレチックス傘下時代
2009年のMLBドラフト7巡目（全体213位）でオークランド・アスレチックスから指名され、8月17日に入団。

### ナショナルズ時代
2013年3月20日、1月に行われたトレードの後日発表選手としてワシントン・ナショナルズへ移籍した。シーズンでは開幕から傘下のAA級ハリスバーグ・セネターズでプレーした。6月4日にメジャー契約を結んでアクティブ・ロースター入りし、翌5日のニューヨーク・メッツ戦でメジャーデビュー。6点ビハインドの6回表から3番手として登板。1回を1安打無失点3奪三振に抑えた。この年メジャーではリリーフとして32試合に登板して2勝1敗、防御率3.95、22奪三振を記録した。

### タイガース時代

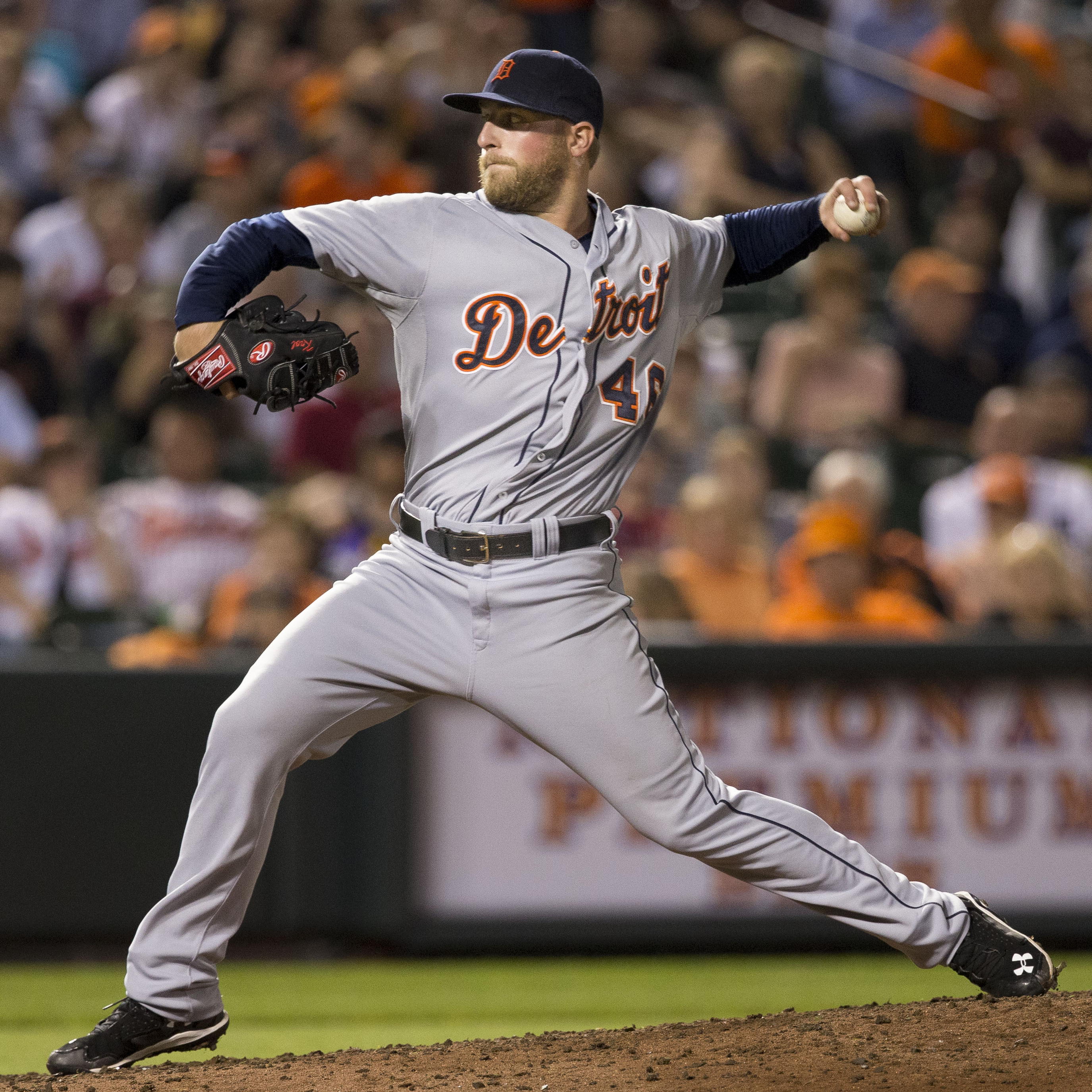
デトロイト・タイガース時代
(2014年5月12日)

2013年12月2日にダグ・フィスターとのトレードで、スティーブ・ロンバードージー・ジュニア、ロビー・レイと共にデトロイト・タイガースへ移籍した。
2014年は45試合にリリーフ登板した。
2015年は33試合にリリーフ登板。2年ぶりとなるメジャーでの勝利を記録した。

### ブレーブス時代

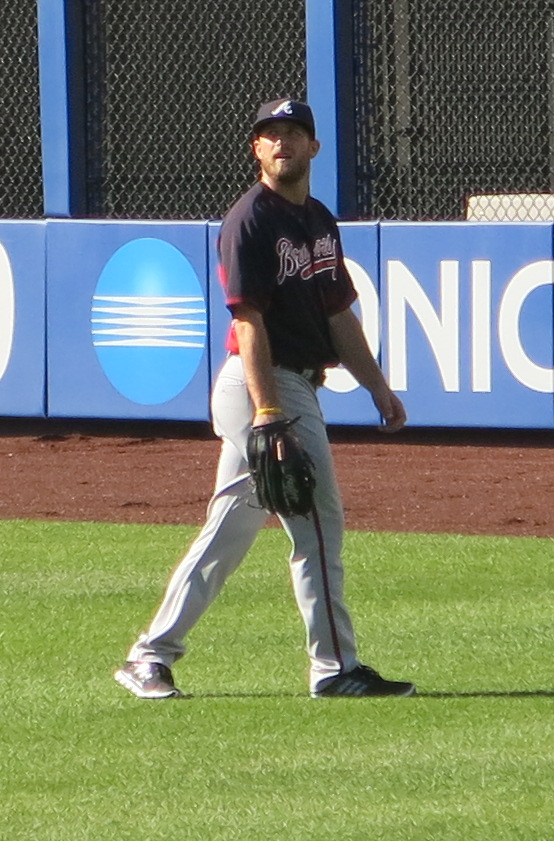
アトランタ・ブレーブス時代
(2016年6月17日)

2015年11月20日にキャメロン・メイビンとのトレードで、ゲイブ・スパイアーと共にアトランタ・ブレーブスへ移籍した。
2016年はブレーブス・リリーフ陣の主力の1人として起用され、63試合にリリーフ登板して2勝、防御率3.18、WHIP1.31、奪三振率9.9という好成績を残した。
2017年は51試合に登板して2勝2敗、防御率5.33、44奪三振を記録した。レギュラーシーズン終了後の10月19日にマイナー契約で傘下のAAA級グウィネット・ブレーブスへ配属され、翌20日にFAとなった。

### エンゼルス時代
2018年1月31日にロサンゼルス・エンゼルスとマイナー契約を結び、スプリングトレーニングに招待選手として参加することになった。開幕は傘下のAAA級ソルトレイク・ビーズで迎え、5月19日にメジャー契約を結んでアクティブ・ロースター入りした。5月28日にDFAとなり、6月1日にFAとなった。

### メッツ傘下時代
2018年6月10日にメッツとマイナー契約を結び、傘下のAAA級ラスベガス・フィフティワンズへ配属された。9月2日に自由契約となった。

### レッズ傘下時代
2019年1月30日にシンシナティ・レッズとマイナー契約を結び、スプリングトレーニングに招待選手として参加することになった。シーズンでは開幕から傘下のAAA級ルイビル・バッツでプレーした。

### ツインズ傘下時代
2019年6月18日にミネソタ・ツインズとマイナー契約を結び、傘下のAAA級ロチェスター・レッドウイングスへ配属された。オフの11月4日にFAとなった。

### 独立リーグ時代
2020年は、新型コロナウイルスの感染拡大の影響でマイナーリーグが開催中止となったため、独立リーグ「City of Champions Cup」の「Nerds Herd」というチームでプレーした。

### タイガース復帰
2020年12月にタイガースとマイナー契約を結び、2021年のスプリングトレーニングに招待選手として参加することになった。
2021年は5月のマイナーリーグ開幕から傘下のAAA級トレド・マッドヘンズでプレーし、7月7日にメジャー契約を結んでアクティブ・ロースター入りした。7月27日にDFAとなり、29日にマイナー契約でAAA級トレドへ配属された。だが、翌日の7月30日にダニエル・ノリスがトレードにより移籍したことに伴って再びメジャー契約を結んでアクティブ・ロースター入りした。8月27日に再びDFAとなり、30日にマイナー契約でAAA級トレドへ配属された。9月11日に三たびメジャー契約を結んでアクティブ・ロースター入りした。この年メジャーでは18試合に登板して防御率4.34、18奪三振を記録した。オフの11月5日にマイナー契約でAAA級トレドへ配属された。

### 巨人時代
2022年7月5日に読売ジャイアンツと契約することが発表された。背番号は65。7月20日のヤクルト戦の7回にNPB初登板を果たしたが、村上宗隆に右中間越えに本塁打を打たれるなど、1回を3失点と厳しい初登板となった。その後はシーズン通算で21試合に登板し、1勝1敗1セーブ5ホールド、防御率3.86という成績を残したが、オフの12月2日に自由契約公示された。

### メキシカンリーグ時代
2023年3月6日、メキシカンリーグのドスラレドス・オウルズと契約した。
2024年6月22日にサルティーヨ・サラペメーカーズに移籍した。
2025年は、メキシコシティ・レッドデビルズと契約したが、5月22日に古巣のサルティーヨ・サラペメーカーズに移籍。6月26日にFAとなった。

## 投球データ
最速97.6mph（約157km/h）を計測するストレートに加え、スライダーやカーブ、チェンジアップなどの変化球も操る。

## 詳細情報

### 年度別投手成績
| 年 度    | 球 団    | 登 板 | 先 発 | 完 投 | 完 封 | 無 四 球 | 勝 利 | 敗 戦 | セ 丨 ブ | ホ 丨 ル ド | 勝 率 | 打 者 | 投 球 回 | 被 安 打 | 被 本 塁 打 | 与 四 球 | 敬 遠 | 与 死 球 | 奪 三 振 | 暴 投 | ボ 丨 ク | 失 点 | 自 責 点 | 防 御 率 | W H I P |
| -------- | -------- | ----- | ----- | ----- | ----- | -------- | ----- | ----- | -------- | ----------- | ----- | ----- | -------- | -------- | ----------- | -------- | ----- | -------- | -------- | ----- | -------- | ----- | -------- | -------- | ------- |
| 2013     | WSH      | 32    | 0     | 0     | 0     | 0        | 2     | 1     | 0        | 2           | .667  | 117   | 27.1     | 28       | 5           | 8        | 1     | 0        | 22       | 2     | 0        | 12    | 12       | 3.95     | 1.32    |
| 2014     | DET      | 45    | 0     | 0     | 0     | 0        | 0     | 0     | 1        | 10          | ----  | 154   | 32.2     | 42       | 6           | 13       | 4     | 2        | 28       | 1     | 1        | 23    | 18       | 4.96     | 1.68    |
| 2015     | DET      | 33    | 0     | 0     | 0     | 0        | 2     | 3     | 0        | 1           | .400  | 129   | 28.0     | 31       | 4           | 17       | 1     | 2        | 26       | 0     | 0        | 19    | 17       | 5.79     | 1.71    |
| 2016     | ATL      | 63    | 0     | 0     | 0     | 0        | 2     | 0     | 0        | 10          | 1.000 | 217   | 51.0     | 54       | 4           | 13       | 3     | 3        | 56       | 5     | 0        | 19    | 18       | 3.18     | 1.31    |
| 2017     | ATL      | 51    | 0     | 0     | 0     | 0        | 2     | 2     | 0        | 3           | .500  | 214   | 49.0     | 50       | 8           | 21       | 0     | 4        | 44       | 2     | 0        | 34    | 29       | 5.33     | 1.45    |
| 2018     | LAA      | 1     | 0     | 0     | 0     | 0        | 0     | 0     | 0        | 0           | ----  | 8     | 2.0      | 1        | 0           | 1        | 0     | 0        | 2        | 0     | 0        | 0     | 0        | 0.00     | 1.00    |
| 2021     | DET      | 18    | 0     | 0     | 0     | 0        | 0     | 0     | 0        | 0           | ----  | 86    | 18.2     | 23       | 2           | 8        | 0     | 0        | 18       | 1     | 1        | 10    | 9        | 4.34     | 1.66    |
| 2022     | 巨人     | 21    | 0     | 0     | 0     | 0        | 1     | 1     | 1        | 5           | .500  | 89    | 21.0     | 17       | 1           | 10       | 0     | 1        | 15       | 2     | 0        | 10    | 9        | 3.86     | 1.29    |
| MLB：7年 | MLB：7年 | 243   | 0     | 0     | 0     | 0        | 8     | 6     | 1        | 26          | .571  | 925   | 208.2    | 229      | 29          | 81       | 9     | 11       | 196      | 11    | 2        | 117   | 104      | 4.49     | 1.49    |
| NPB：1年 | NPB：1年 | 21    | 0     | 0     | 0     | 0        | 1     | 1     | 1        | 5           | .500  | 89    | 21.0     | 17       | 1           | 10       | 0     | 1        | 15       | 2     | 0        | 10    | 9        | 3.86     | 1.29    |

- 2022年度シーズン終了時

### 年度別守備成績
| 年 度 | 球 団 | 投手（P） | 投手（P） | 投手（P） | 投手（P） | 投手（P） | 投手（P） |
| 年 度 | 球 団 | 試 合     | 刺 殺     | 補 殺     | 失 策     | 併 殺     | 守 備 率  |
| ----- | ----- | --------- | --------- | --------- | --------- | --------- | --------- |
| 2013  | WSH   | 32        | 2         | 3         | 0         | 0         | 1.000     |
| 2014  | DET   | 45        | 4         | 4         | 0         | 1         | 1.000     |
| 2015  | DET   | 33        | 0         | 4         | 1         | 1         | .800      |
| 2016  | ATL   | 63        | 5         | 10        | 1         | 2         | .938      |
| 2017  | ATL   | 51        | 2         | 8         | 2         | 1         | .833      |
| 2018  | LAA   | 1         | 0         | 0         | 0         | 0         | ----      |
| 2021  | DET   | 18        | 1         | 2         | 1         | 0         | .750      |
| 2022  | 巨人  | 21        | 0         | 3         | 2         | 0         | .600      |
| MLB   | MLB   | 243       | 14        | 31        | 5         | 5         | .900      |
| NPB   | NPB   | 21        | 0         | 3         | 2         | 0         | .600      |

- 2022年度シーズン終了時

### 記録

#### NPB
初記録
投手記録
- 初登板：2022年7月20日、対東京ヤクルトスワローズ18回戦（明治神宮野球場）、7回裏に3番手で救援登板、1回3失点[25]
- 初奪三振：2022年8月3日、対阪神タイガース17回戦（東京ドーム）、9回表に大山悠輔から見逃し三振
- 初セーブ：2022年8月6日、対東京ヤクルトスワローズ20回戦（明治神宮野球場）、9回裏に5番手で救援登板・完了、1回無失点
- 初勝利：2022年8月14日、対広島東洋カープ21回戦（東京ドーム）、8回表に4番手で救援登板、1回無失点
- 初ホールド：2022年8月31日、対東京ヤクルトスワローズ23回戦（京セラドーム大阪）、10回表に8番手で救援登板、2回無失点

### 背番号
- 46（2013年 - 2017年）
- 47（2018年）
- 63（2021年）
- 65（2022年7月15日 - 同年終了）